# Кармалюк, Павел Петрович
Па́вел Петро́вич Кармалю́к (укр. Павло Петрович Кармалюк; 1908—1986) — украинский, советский камерный и оперный певец (баритон), педагог. Народный артист СССР (1960).

## Биография
Родился 24 декабря 1907 (6 января 1908) года в селе Осовцы (ныне в Житомирском районе Житомирской области Украины).
В 1936—1941 годах обучался по классу пения в Киевской консерватории (ныне Национальная музыкальная академия Украины имени П. И. Чайковского) у профессора Д. Г. Евтушенко.
Во время войны (1941—1943) — солист фронтового ансамбля песни и пляски.
В 1943—1944 годах — солист Саратовского театра оперы и балета.
С 1944 по 1970 год — солист Львовского театра оперы и балета им. И. Франко (ныне — имени С. Крушельницкой).
Вёл широкую концертную деятельность. У камерном репертуаре сочинения Й. С. Баха, Г. Генделя, В. А. Моцарта, Л. ван Бетховена, Ф. Шуберта, Ф. Листа, И. Брамса, А. Алябьева, М. Глинки, А. Даргомижского, М. Лысенко, Я. Степового, К. Стеценко, Д. Сичинского, С. Людкевича, К. Данькевича и др., обработки украинских народных песен и песен народов мира.
Осуществил ряд грамзаписей народных песен, романсов и арий из опер советских, украинских и зарубежных композиторов.
Обладал красивым голосом бархатистого тембра широкого диапазона.
Много гастролировал за рубежом: Польша, Чехословакия, Румыния, Болгария и др.
В 1949—1977 годах — преподаватель по классу сольного пения Львовской консерватории (ныне Львовская национальная музыкальная академия имени Николая Лысенко) (с 1967 — заведующий кафедрой сольного пения, с 1969 — профессор).
Умер 8 мая 1986 года (по другим источникам — 6 мая) во Львове. Похоронен на Лычаковском кладбище.

## Награды и звания
- Лауреат Республиканского конкурса музыкантов-исполнителей в Киеве (1945)
- Заслуженный артист Украинской ССР (1948)
- Народный артист Украинской ССР (1954)[6]
- Народный артист СССР (1960)
- Орден «Знак Почета» (1951, в связи с декадой украинского искусства в Москве)
- Медали[7].

## Основные партии
- «Царская невеста» Н. А. Римского-Корсакова — Грязной
- «Евгений Онегин» П. И. Чайковского — Онегин
- «Пиковая дама» П. И. Чайковского — Елецкий
- «Князь Игорь» А. П. Бородина — Князь Игорь
- «Демон» А. Г. Рубинштейна — Демон
- «Риголетто» Дж. Верди — Риголетто
- «Тоска» Дж. Пуччини — Скарпиа
- «Аида» Дж. Верди — Амонасро
- «Паяцы» Р. Леонкавалло — Тонио
- «Травиата» Дж. Верди — Жермон
- «Бал-маскарад» Дж. Верди — Ренато
- «Севильский цирюльник» Дж. Россини — Фигаро
- «Тарас Бульба» Н. В. Лысенко — Остап
- «Богдан Хмельницкий» К. Ф. Данькевича — Богдан
- «Молодая гвардия» Ю. С. Мейтуса — Олег Кошевой
- «Украденное счастье» Ю. С. Мейтуса — Гурман
- «Заграва» («Зарево») (2-я ред. — «Навстречу солнцу») А. И. Кос-Анатольского — Максим
- «Кармен» Ж. Бизе — Эскамильо
- «Алеко» С. В. Рахманинова — Алеко
- «Фауст» Ш. Гуно — Валентин